# المجعارة (الرضمة)

تعديل مصدري - تعديل

المجعارة محلة تابعة لقرية بيت السباعيى، التابعة لعزلة كحلان بمديرية الرضمة إحدى مديريات محافظة إب في الجمهورية اليمنية.، بلغ تعداد سكانها 61 حسب تعداد اليمن لعام 2004.